# Sesbania formosa
Sesbania formosa là một loài thực vật có hoa trong họ Đậu. Loài này được (F.Muell.) N.T.Burb. miêu tả khoa học đầu tiên.